# 750-kV-Leitung Rzeszów–Chmelnyzkyj

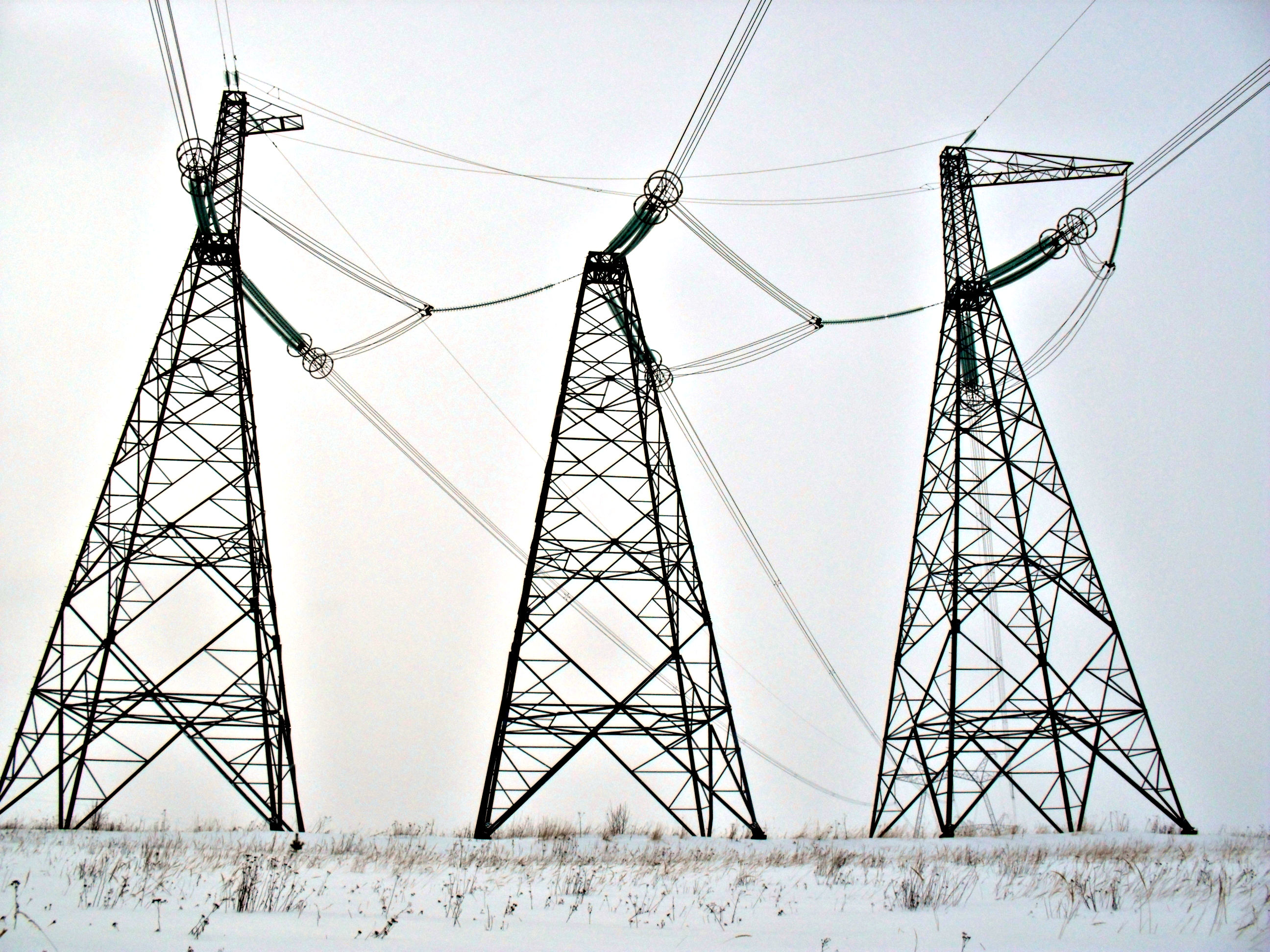
Abspannmasten der 750-kV-Leitung mit Bündelleiter

Die 750-kV-Leitung Rzeszów–Chmelnyzkyj ist die einzige 750-kV-Leitung in Polen und gehört zu den wenigen Hochspannungsleitungen in der Europäischen Union, die mit dieser Spannung betrieben werden. Sie wurde in den 1980er Jahren errichtet, 1985 in Betrieb genommen und führt vom Umspannwerk Widełka (nordnordwestlich von Rzeszów bei 50° 11′ 49″ N, 21° 52′ 19″ O) zum Kernkraftwerk Chmelnyzkyj in der Ukraine. Die 750-kV-Leitung Rzeszów–Chmelnyzkyj mit einer Länge von 395 km verfügt über einen einzigen Stromkreis und als Bündelleiter ausgeführte Leiterseile. Der Nennstrom pro Leiterseil beträgt 1500 A, und es kann eine Gesamtleistung von 1300 MVA übertragen werden.
Als Tragmasten kommen seilverankerte Portalmasten zum Einsatz. Ungewöhnlich ist die Bauart der Abspannmasten. Sie bestehen aus einem freistehenden Mast für jede einzelne Phase, wobei die Isolatoren direkt am Mast befestigt sind. Die Stromschlaufe besteht aus einem Leiterseil, das über einen Isolator, der an einer Traverse oder dem Nebenmast befestigt ist, um den Mast herumgeführt wird.